# Донна Фейбер
Донна Фейбер (англ. Donna Faber; нар. 5 липня 1971) — колишня американська тенісистка.
Найвищу одиночну позицію світового рейтингу — 55 місце досягла 25 червня 1990, парну — 122 місце — 2 грудня 1991 року.
Найвищим досягненням на турнірах Великого шолома було 4 коло в одиночному розряді.

## Фінали Туру WTA

### Одиночний розряд 2 (0–2)
| Результат | W/L | Дата     | Турнір                    | Покриття | Суперниця         | Рахунок  |
| --------- | --- | -------- | ------------------------- | -------- | ----------------- | -------- |
| Поразка   | 0–1 | Лис 1990 | Сан-Паулу, Бразилія       | Ґрунт    | Вероніка Мартінек | 2–6, 4–6 |
| Поразка   | 0–2 | Лют 1992 | Веллінґтон, Нова Зеландія | Тверде   | Нелле ван Лоттум  | 4–6, 0–6 |